# Ars inveniendi
Als die ars inveniendi (vom lat. ars „Kunst“ und invenire „erfinden“) wird – in Analogie zu anderen in der römischen Antike gelehrten Künsten – die Kunst der Entdeckungen und der Argumentation bezeichnet.
Sie ist als Ergänzung zur ars quaerendi (vom lat. quaerere „fragen“) zu verstehen – der Kunst des fragenden Suchens, die der Beginn jedes Forschens ist.
Die Wortschöpfung ars inveniendi geht vermutlich auf den Philosophen und Juristen Cicero (106–43 v. Chr.) zurück, der sie als Kunst des Findens von rhetorischen Argumenten sieht. In Gegensatz zu ihr stellt Cicero, der ein begnadeter Rhetor war, die ars iudicandi (vom lat. iudicare „richten“), die sich mit der Evaluierung und argumentativen Gliederung einer Rede befasst – in Anlehnung an Gedanken des Aristoteles.
Raimundus Lullus (1235–1316) versuchte mit Hilfe einer Denkmaschine in Form sich konzentrisch drehender Scheiben eine Erfindungslehre zu begründen.
Von Gottfried Wilhelm Leibniz (1646–1716) stammt hingegen die Definition der ars inveniendi als eines wissenschaftlichen Verfahrens zur Auffindung neuer Wahrheiten innerhalb eines Fachgebietes.
Christian Wolff (1679–1754) definiert die ars inveniendi als das Aufspüren bisher unbekannter Wahrheiten und sieht sie mit einer Logik der Sprache verknüpft. Er betont aber – im Gegensatz zur heutigen Heuristik – neben der Sicht auf Neuerungen auch das Sich-Stützen auf Überliefertes.
Theodor W. Adorno (1903–1969) bezeichnete in seiner Antrittsvorlesung zur „Aktualität der Philosophie“ (1931) sein eigenes Konzept des Denkens in " […] Versuchsanordnung, Konstellation und Konstruktion"  als Versuch „jene alte Konzeption der Philosophie wieder aufzunehmen […]: die der ars inveniendi“  (ebd. 241f.). Er konkretisierte diese in Richtung einer exakten Phantasie: „Organon dieser ars inveniendi aber ist Phantasie. Eine exakte Phantasie; Phantasie die streng in dem Material verbleibt, das die Wissenschaften ihr darbieten, und allein in den kleinsten Zügen ihrer Anordnung über sie hinaus greift: Zügen freilich, die sie ursprünglich und von sich aus geben muß.“ (ebd. 242, Kursivierung nachträglich angefügt)